# 赛贝克效应
赛贝克效应（英語：Seebeck effect）将二种不同金属各自的二端分别连接，并放在不同的温度下，就会在这样的线路内发生电流。这种现象称为赛贝克效应。它是德国物理学家托马斯·约翰·塞贝克于1821年发现的。
不同的金属（或半导体）具有不同的塞貝克係數（所产生赛贝克效应大小不同），半導體與金屬的主因略有不同。半导体在不同的溫度下具有不同的载流子密度，當單一半导体兩端具有溫度差時，載子會扩散以消除密度的差异，因而造成電動勢。兩端的温度相差越大，则产生的赛贝克电位差越大。而金屬的自由电子密度與費米能階幾乎不會隨溫度改變，因此金屬的赛贝克效应遠小於半導體。金屬的赛贝克效应由電子的平均自由程來決定。若平均自由程隨溫度上升，則熱端的自由電子有較高的機會向冷端移動，此時的塞貝克係數為負值。反過來說，若電子的平均自由程隨溫度上升而下降，則冷端的自由電子有較高的機會流向熱端，塞貝克係數為正值。
將兩種不同的金屬連接，並在兩接點給予溫度差，兩種金屬會分別產生各自的温差电动势。选用适当的二种不同金属，利用赛贝克效应可以测量温度；还可利用不同温度进行特别的发电。若使用相同的金屬形成迴路，則會因為溫差造成的電動勢互相抵銷而無法觀察到赛贝克效应。